# Нађа Ордагић
Нађа Ордагић (Сремска Митровица, 2005) познатија под мононимом Нађа је српска певачица.

## Биографија
Нађа Ордагић рођена је у Сремској Митровици 2005. године. Тренутно живи у Сремској Митровици.

## Каријера
Похађа средњу музичку школу „Петар Кранчевић”.Ажурирано: март 2023..
Дана 9. јануара 2023. године је откривено да ће се такмичити на Песми за Евровизију ’23, српском националном избору за Песму Евровизије 2023. са песмом Мој први ожиљак на души коју су написали Кристина Ковач и Тим Госден. Она је најмлађа такмичарка тог такмичења. У првом полуфиналу 1. марта 2023. се пласирала у финале.

## Награде и номинације
| Година | Награда                 | Категорија | Рад                     | Исход    | Реф.        |
| ------ | ----------------------- | ---------- | ----------------------- | -------- | ----------- |
| 2023.  | Песма за Евровизију ’23 |            | Мој први ожиљак на души | 3. место | [ 6 ] [ 7 ] |

## Дискографија
Сингл
- Мој први ожиљак на души (2023)